# 川根村 (広島県)
川根村（かわねむら）は、広島県高田郡にあった村。現在の安芸高田市の一部にあたる。

## 地理
- 河川：田草川、長瀬川[1]

## 歴史
- 1889年（明治22年）4月1日、町村制の施行により、高田郡川根村が単独で村制施行し、川根村が発足[1][2]。
- 1950年（昭和25年）4月1日、高田郡生桑村大字生田の一部を編入[2]。
- 1956年（昭和31年）9月30日、高田郡来原村、船佐村と合併し、町制施行し高宮町を新設して廃止された[1][2]。

## 産業
- 農業